# Богданово (Первомайский район)
Богданово — деревня в Пречистенском сельском округе Пречистенского сельского поселения Первомайского района Ярославской области России. 

## География
Деревня расположена в 20 км на юг от райцентра посёлка Пречистое.

## История
Каменная Смоленская церковь с колокольней была построена в 1813 году на средства прихожан и обнесена каменною оградой. Престолов было два: в настоящей холодной — во имя Божией Матери Смоленской, а в придельной теплой — во имя св. и чуд. Николая. 
В конце XIX — начале XX века село входило в состав Черностаевской волости (позднее — в составе Пречистенской волости) Любимского уезда Ярославской губернии.
С 1929 года село входило в состав Ильинского сельсовета Даниловского района, в 1935 — 1963 годах в составе Пречистенского района, в 1980-х годах — в составе Пречистенского сельсовета, с 2005 года — в составе Пречистенского сельского поселения.

## Население
| 1859 | 1914 | 2002 | 2007 | 2010 |
| ---- | ---- | ---- | ---- | ---- |
| 117  | ↗161 | ↘2   | →2   | ↘0   |

## Достопримечательности
В селе расположена недействующая Церковь Смоленской иконы Божией Матери (1813).